# Ring Ring (album)
Albums de Björn & Benny, Agnetha & Frida
Waterloo
(1974)
Singles
1. People Need Love
Sortie : 1er juin 1972
2. He Is Your Brother
Sortie : 22 novembre 1972
3. Ring Ring
Sortie : 14 février 1973
4. Another Town, Another Train
Sortie : mars 1973
5. Love Isn't Easy (But It Sure Is Hard Enough)
Sortie : 1er juin 1973
6. Rock'n Roll Band
Sortie : juillet 1973
7. Nina, Pretty Ballerina
Sortie : 6 octobre 1973

Ring Ring est le premier album studio du groupe suédois ABBA, initialement présenté sous le nom de Björn & Benny, Agnetha & Frida. Il est sorti le 26 mars 1973 en Scandinavie et plus tard dans un nombre limité d'autres territoires, dont l'Allemagne de l'Ouest, l'Australie, l'Afrique du Sud et le Mexique, par l'intermédiaire du label Polar Music.
Cet album est ressorti en Australie en 1975 avec une couverture différente, puis au Royaume-Uni en 1992 et aux États-Unis d'Amérique en 1995. La pochette d'origine est une photo du groupe présentée sous forme de mise en abyme.

## Contexte
Lorsque la première chanson People Need Love est enregistrée au printemps 1972, le groupe n'est qu'un des nombreux projets dans lesquels les quatre membres sont impliqués. Ce n'est qu'après que le titre Ring Ring soit devenu un succès que les quatre membres ont décidé de continuer à travailler ensemble en tant que groupe permanent. La version originelle sur le label Polar de 1973 de l'album s'ouvre sur Ring Ring (Bara du slog en signal), la version suédoise de la chanson, et place la version anglaise en quatrième position sur la deuxième face.
Le titre She's My Kind of Girl, inclus dans les éditions internationales, a été enregistré à l'origine par Björn & Benny en 1969 pour le film pornographique suédois Inga II: the Seduction of Inga. Sorti en single en 1970, il est devenu un tube au Japon et a été inclus sur la face B de la version anglaise du single Ring Ring en Scandinavie. Le titre Disillusion a été écrit à l'origine en suédois par Agnetha Fältskog pour son cinquième album solo Elva kvinnor i ett hus. Bien qu'elle ait composé la majeure partie de sa production solo suédoise, Disillusion est la seule chanson publiée sur un album studio d'ABBA à avoir été écrite par Agnetha Fältskog.

## Rééditions
Ring Ring est sorti pour la première fois en CD en Scandinavie en 1988 par Polar Music, aux côtés des albums Waterloo et ABBA. Il suit le même ordre de chansons que le disque 33 tours scandinave original, devenant la seule édition CD à suivre l'ordre d'origine. Toujours en 1988, la version internationale est sortie pour la première fois en CD en Australie par Rainbow Music Group. En 1990, la version internationale de l'album est sortie en CD dans toute l'Europe par Polydor, avec les CD étant fabriqués en Allemagne de l'Ouest. Aux États-Unis, Ring Ring est sorti en CD par Polydor au cours de 1995. 
L'album a été remastérisé numériquement en CD à plusieurs reprises : en 1997 dans le cadre de la série The ABBA Remasters, en 2001 avec une pochette mise à jour et quelques titres bonus, en 2005 dans le cadre du coffret The Complete Studio Recordings, et plus récemment en 2013 en tant qu'« édition de luxe ».

## Titres
Toutes les chansons sont écrites et composées par Benny Andersson et Björn Ulvaeus, sauf indication contraire.
| 1. | Ring Ring                   | - Andersson - Anderson - Ulvaeus - Neil Sedaka - Phil Cody | 3:04 |
| 2. | Another Town, Another Train |                                                            | 3:12 |
| 3. | Disillusion                 | - Agnetha Fältskog - Ulvaeus                               | 3:04 |
| 4. | People Need Love            |                                                            | 2:46 |
| 5. | I Saw It in the Mirror      |                                                            | 2:34 |
| 6. | Nina, Pretty Ballerina      |                                                            | 2:51 |

| Édition internationale – Face B | Édition internationale – Face B              | Édition internationale – Face B  | Édition internationale – Face B | Édition internationale – Face B | Édition internationale – Face B | Édition internationale – Face B | Édition internationale – Face B | Édition internationale – Face B | Édition internationale – Face B |
| No                              | Titre                                        | Auteur                           | Durée                           |                                 |                                 |                                 |                                 |                                 |                                 |
| ------------------------------- | -------------------------------------------- | -------------------------------- | ------------------------------- | ------------------------------- | ------------------------------- | ------------------------------- | ------------------------------- | ------------------------------- | ------------------------------- |
| 7.                              | Love Isn't Easy (But It Sure Is Hard Enough) |                                  | 2:53                            |                                 |                                 |                                 |                                 |                                 |                                 |
| 8.                              | Me and Bobby and Bobby's Brother             |                                  | 2:50                            |                                 |                                 |                                 |                                 |                                 |                                 |
| 9.                              | He Is Your Brother                           |                                  | 3:18                            |                                 |                                 |                                 |                                 |                                 |                                 |
| 10.                             | She's My Kind of Girl                        |                                  | 2:39                            |                                 |                                 |                                 |                                 |                                 |                                 |
| 11.                             | I Am Just a Girl                             | - Andersson - Anderson - Ulvaeus | 3:01                            |                                 |                                 |                                 |                                 |                                 |                                 |
| 12.                             | Rock'n Roll Band                             |                                  | 3:09                            |                                 |                                 |                                 |                                 |                                 |                                 |
| 35:19                           |                                              |                                  |                                 |                                 |                                 |                                 |                                 |                                 |                                 |

Lors de la réédition de 2001, trois titres supplémentaires ont été ajoutés :
| No  | Titre                              | Auteur                           | Durée |
| --- | ---------------------------------- | -------------------------------- | ----- |
| 13. | Merry-Go-Round                     | - Andersson - Anderson - Ulvaeus | 3:24  |
| 14. | Santa Rosa                         |                                  | 2:59  |
| 15. | Ring Ring (Bara du slog en signal) | - Andersson - Anderson - Ulvaeus | 3:08  |

Lors de la réédition de 2005 au sein du coffret The Complete Studio Recordings, les bonus suivants ont été ajoutés :
| No  | Titre                                                                               | Auteur                                        | Durée |
| --- | ----------------------------------------------------------------------------------- | --------------------------------------------- | ----- |
| 13. | Ring Ring (Bara du slog en signal)                                                  | - Andersson - Anderson - Ulvaeus              | 3:08  |
| 14. | Åh, vilka tider (face B de Ring Ring (Bara du slog en signal))                      | - Andersson - Anderson - Ulvaeus              | 2:33  |
| 15. | Merry-Go-Round (face B de People Need Love)                                         | - Andersson - Anderson - Ulvaeus              | 3:26  |
| 16. | Santa Rosa (face B de He Is Your Brother)                                           | - Andersson - Anderson - Ulvaeus              | 3:01  |
| 17. | Ring Ring (version espagnole)                                                       | - Andersson - Anderson - Ulvaeus - Doris Band | 3:01  |
| 18. | Wer im Wartesaal der Liebe steht (version allemande de Another Town, Another Train) | - Andersson - Anderson - Ulvaeus - Fred Jay   | 3:21  |
| 19. | Ring Ring (version allemande)                                                       | - Andersson - Anderson - Ulvaeus - Peter Lach | 3:09  |

Note : L'édition suédoise originale de 1973 de l'album commence par la version suédoise de Ring Ring, Ring Ring (Bara du slog en signal), plaçant la version anglophone en quatrième position sur la deuxième face. Sur les autres éditions la chanson She's My Kind of Girl a été incluse.

## Crédits
ABBA
- Benny Andersson : synthétiseur, piano, chant
- Agnetha Fältskog : chant
- Anni-Frid Lyngstad : chant
- Björn Ulvaeus : guitare et chant

| Musiciens additionnels - Ola Brunkert : batterie - Rutger Gunnarsson : basse - Roger Palm : batterie - Janne Schaffer : guitare - Mike Watson : basse | Production - Benny Andersson; Björn Ulvaeus - producteurs - Michael B. Tretow - Ingénieur du son - Björn Almstedt; Lennart Karlsmyr; Rune Persson - ingénieur assistant - Sven-Olof Walldoff - arrangements des cordes - Lars Falck; Bengt H. Malmqvist - photographie - Peter Wiking - concepteur original du design de l'album - Jon Astley; Tim Young; Michael B. Tretow - Remasterisation de 1997 - Jon Astley; Michael B. Tretow - Remasterisation de 2001 - Henrik Jonsson - Remasterisation de l'ensemble complet des enregistrements studio de 2005 |

## Classements et certifications

### Classements hebdomadaires
| Classement (1973–76)          | Meilleure position |
| ----------------------------- | ------------------ |
| Australie (Kent Music Report) | 10                 |
| Nouvelle-Zélande (RIANZ)      | 32                 |
| Norvège (VG-lista)            | 10                 |
| Suède (Swedish Albums)        | 2                  |

| Classement (2021-2023)       | Meilleure position |
| ---------------------------- | ------------------ |
| Allemagne (Media Control AG) | 29                 |
| Grèce (IFPI Grèce)           | 57                 |

### Certifications et ventes
| Région                                | Certification | Ventes/Streams |
| ------------------------------------- | ------------- | -------------- |
| Australie (ARIA)                      | 3 × Platine   | 150 000^       |
| Norvège                               | —             | 10 000         |
| Suède                                 | —             | 116 627        |
| ^Mise en rayon selon la certification |               |                |